# Coupe d’Afrique des Nations-Gatineau Ottawa
Pour les articles homonymes, voir Coupe d’Afrique des nations.
Vous pouvez aider à l'améliorer ou bien discuter des problèmes sur sa page de discussion.
- Il ne cite pas suffisamment ses sources. Vous pouvez indiquer les passages à sourcer avec {{référence nécessaire}} ou {{Référence souhaitée}}, et inclure les références utiles en les liant aux notes de bas de page. (Marqué depuis mai 2025)
- Son texte doit être wikifié : il ne correspond pas à la mise en forme Wikipédia (style, typographie, liens internes, liens entre les wikis, etc.). (Marqué depuis mai 2025)

- Archive Wikiwix
- Bing
- Cairn
- DuckDuckGo
- E. Universalis
- Gallica
- Google
- G. Books
- G. News
- G. Scholar
- Persée
- Qwant
- (zh) Baidu
- (ru) Yandex
- (wd) trouver des œuvres sur Wikidata

La Coupe d’Afrique des Nations-Gatineau Ottawa (CAN-GATO) est une compétition de football créée en 2022 s'adressant aux nations africaines de football masculin, organisée par Soccer Québec et l’ASECD,.

## Historique
La Coupe d'Afrique des Nations Gatineau-Ottawa a été fondée en 2022 pour offrir une plateforme aux équipes africaines et pour permettre une meilleure visibilité de la culture et du football africains en dehors du continent. Bien que l'événement soit principalement axé sur les équipes africaines, des invitations ont été envoyées à des équipes internationales, notamment au Canada et à la France, afin d'élargir le caractère inclusif du tournoi. Le tournoi a rapidement gagné en popularité et attiré de nombreux fans de football, ainsi que des communautés africaines au Canada, notamment à Ottawa-Gatineau.

## Édition 2025
L’Édition 2025 aura le droit de voir jouer des nouvelles équipes dans les phases préliminaires telles que:
- Portugal
- Liban

Des rumeurs avaient suggéré l’arrivée de l’Allemagne. Toutefois, cela a été démenti par les organisateurs.

## Éditions précédentes
| Finale 2022       |                 | 2–2 |  |  |
| 6 Août 2022 18H45 |                 |     |  |  |
|                   | Tirs au but 5-3 |     |  |  |

| Finale 2023        |  | 0–2 |  |  |
| 13 Août 2023 19H30 |  |     |  |  |

| Finale 2024        |                 | 3–3 |  |  |
| 18 Août 2024 17H30 |                 |     |  |  |
|                    | Tirs au but 5-4 |     |  |  |

Total Médailles: 
 Canada: ( 2022  2024) 
 Sénégal: ( 2022) 
 Côte d’Ivoire: ( 2022  2023  2024)
 RDC: ( 2023  2024)
 Cameroun: ( 2023)

## Format
Le tournoi suit un format similaire à celui de la Coupe d'Afrique des Nations (CAN), avec des phases préliminaires, phases de groupes suivies de phases éliminatoires. Les équipes se disputent le titre de Champion de la Coupe d'Afrique des Nations Gatineau-Ottawa à travers une série de matchs organisés dans les stades de Gatineau et Ottawa.

## Impact culturel et sportif
La Coupe d'Afrique des Nations Gatineau-Ottawa est rapidement devenue un événement majeur pour les communautés africaines au Canada, notamment à Ottawa, où une large population d'immigrants originaires d'Afrique suit le tournoi avec passion. En plus de son impact sportif, le tournoi a contribué à accroître la visibilité des cultures africaines au sein de la société canadienne, en particulier dans les domaines de la musique, de la danse et de la gastronomie.

## Controverse
Malgré son succès, la Coupe d'Afrique des Nations Gatineau-Ottawa a été le centre de plusieurs controverses. Des rumeurs de tensions internes ont surgi, notamment en ce qui concerne des accusations de racisme envers les employés et futures équipes en particulier celles européennes et asiatiques. Des allégations ont été faites selon lesquelles ils et elles auraient été victimes de traitements discriminatoires, de remarques inappropriées et d'un environnement de travail hostile.
En parallèle, lors de la finale de 2024, des problèmes techniques ont perturbé le déroulement du match. Des défaillances dans le système de diffusion ont causé une confusion parmi les spectateurs. Ces incidents ont mis en lumière des faiblesses organisationnelles et logistiques, notamment au niveau de l'infrastructure des stades et des systèmes de retransmission, affectant ainsi l'expérience de l'événement.